# Gerville
Gerville település Franciaországban, Seine-Maritime megyében. Lakosainak száma 421 fő (2022. január 1.). Gerville Fongueusemare, Froberville, Les Loges és Maniquerville községekkel határos.

## Népesség
A település népességének változása:
| Lakosok száma | 387  | 397  | 415  | 424  | 430  | 431  | 439  | 430  | 421  |
|               | 2013 | 2015 | 2016 | 2017 | 2018 | 2019 | 2020 | 2021 | 2022 |